# Zami
Zami is een organisatie voor zwarte, migranten- en vluchtelingenvrouwen in Nederland. De organisatie richt zich op het versterken van de bewustwording en identiteit van zwarte vrouwen en migranten- en vluchtelingenvrouwen middels netwerkbijeenkomsten, radioprogramma's, nieuwsbrieven, persberichten en trainingen.

## Achtergrond
De naam is ontleend aan de titel van het autobiografische boek Zami: a new spelling of my name: A Biomythography (1982, in het Nederlands uitgebracht in 1985 onder de titel Zami, een nieuwe spelling van mijn naam) van Audre Lorde, die een strijdbaar voorvechtster was van de zwarte en lesbische vrouwenbeweging in de Verenigde Staten. In het boek beschrijft ze haar eigen leven en verhalen van veel andere vrouwen, onder andere haar moeder en andere vrouwen van het eiland Carriacou. Deze vrouwen waren legendarisch om hun Schoonheid, Kracht en Liefde. Zami staat dan ook voor vrouwen die samenwerken in vriendschap en liefde.
Toen in 1990 het ontmoetings- en kenniscentrum Flamboyant in Amsterdam sloot ten gevolge van een subsidiestop, richtte een groep vrouwen, onder wie Cisca Pattipilohy en Twie Tjoa, een nieuw centrum op waar zwarte, migranten- en vluchtelingenvrouwen (zmv-vrouwen) elkaar konden ontmoeten: Zami. Op 8 december 1991 werden de deuren van Zami officieel geopend in het Vrouwenhuis (Amsterdam).
De stichting heeft een zetel in Amsterdam maar is een landelijke organisatie die in de 4 grote steden samenwerkt met verschillende organisaties zoals: IHLIA, de FNV-vrouw, Atria, kennisinstituut voor emancipatie en vrouwengeschiedenis, VrouwenMediaNetwerk, Queeristan, Forum, VrouwEmpowermentCentrum, IPP, Movisie, Gemeente Amsterdam, SPE, DMO-Amsterdam, COC, Stichting Onderste Boven en ProGay.

## Zami-festival
Van 18 tot en met 21 september 1997 werd het eerste International ZAMI Film Festival gehouden in De Balie in Amsterdam. Bij de afsluiting van het festival werd de Zami Award uitgereikt, bestemd voor een actrice.

## Zami Award
De Zami Award is een jaarlijkse prijs die wordt uitgereikt aan een ZMV-vrouw of organisatie die van bijzondere betekenis is geweest.